# Свозная книга
Свозные книги — книги, составлявшиеся в XVII веке в России при проведении сыска и возвращения беглых крестьян их владельцам. 
Свозные книги тесно примыкают к отдаточным книгам и содержат: поимённый перечень беглых крестьян и членов их семей по годам; сведения о тягле: какое нёс тот или иной крестьянин до своего побега; данные предварительного сыска о времени побега и местонахождении в бегах; результаты деятельности «свозчиков». Наиболее ранними из дошедших до нас являются свозные книги Троице-Сергиевой лавры, охватывающие период 1605—1614 годов.